# Rings of Power
Rings of Power é um jogo eletrônico de RPG desenvolvido pela Naughty Dog e publicado pela Electronic Arts. Foi lançado exclusivamente para Mega Drive em 1991. O jogodor assume o papel de um jovem feiticeiro cuja investigação é coletar onze anéis do poder e usá-los para refazer o bastão da criação para derrotar o deus do mal, Void, e trazer a lendária idade do ouro.